# Хэммонд, Уэйн (хоккеист на траве)
Уэйн Гэри Хэммонд (англ. Wayne Gary Hammond, 5 сентября 1948, Брисбен, Австралия) — австралийский хоккеист (хоккей на траве), защитник. Серебряный призёр летних Олимпийских игр 1976 года.

## Биография
Уэйн Хэммонд родился 5 сентября 1948 года в австралийском городе Брисбен.
В 1969 году после начала Вьетнамской войны был призван в австралийскую армию. В 1970 году прибыл для обучения на военную базу в Канунгру, где начал серьёзно заниматься хоккеем на траве. Армейское руководство разрешало Хэммонду ездить на тренировки в Брисбен.
В 1971 году впервые вошёл в сборную Квинсленда для участия в турне по Новой Зеландии. В 1972 году дебютировал в сборной Австралии, участвовал в серии из трёх товарищеских матчей с новозеландцами.
В 1972 году вошёл в состав сборной Австралии по хоккею на траве на Олимпийских играх в Мюнхене, занявшей 5-е место. Играл на позиции защитника, провёл 2 матча, мячей не забивал.
В 1976 году вошёл в состав сборной Австралии по хоккею на траве на Олимпийских играх в Монреале и завоевал серебряную медаль. Играл на позиции защитника, провёл 8 матчей, мячей не забивал.
В составе сборной Австралии завоевал бронзовые медали чемпионата мира 1978 года и Трофея чемпионов 1980 года. Также участвовал в чемпионате мира 1975 года.
В 1980 году был включён в состав сборной Австралии на летние Олимпийские игры в Москве, однако австралийцы бойкотировали их. В конце года Хэммонд завершил международную карьеру. В 1972—1980 годах провёл за сборную Австралии 88 матчей, мячей не забивал.
До 1983 года продолжал играть за Квинсленд, после чего завершил карьеру. В дальнейшем участвовал в ветеранских турнирах.
В 2008 году награждён квинслендской премией для выдающихся хоккеистов.

## Семья
У Уэйна Хэммонда двое детей, оба играли в хоккей на траве. Дочь Линн в 1998—2000 годах выступала за сборную Австралии среди девушек, сын Стивен защищал цвета дубля Квинсленда.

## Увековечение
20 мая 1999 года введён в спортивный Зал славы города Голд-Кост.
В 2003 года введён в Зал хоккейной славы Квинсленда.